# Emir Muratović
Emir Muratović, född 6 november 1996, är en bosnisk simmare.
Vid olympiska sommarspelen 2020 i Tokyo tävlade Muratović i två grenar. Han slutade på 42:a plats på 50 meter frisim och på 45:e plats på 100 meter frisim och blev utslagen i båda grenarna i försöksheatet.